# Старк (округ, Иллинойс)
Старк (англ. Stark County) — округ в штате Иллинойс, США. Официально образован в 1839 году. По состоянию на 2010 год, численность населения составляла 5994 человека.

## География
По данным Бюро переписи США, общая площадь округа равняется 746,8 км2, из которых 746,1 км2 — суша, и 0,7 км2, или 0,1 % — это водоёмы.